# Maria del Carme Ponsati Capdevila
Maria del Carme Ponsati Capdevila (Barcelona, 27 de setembre de 1923 - 1 d'agost de 2001) fou una nedadora catalana, que forma part, amb la seva trajectòria, de la història de la natació catalana.

## Família
Maria del Carme Ponsati és germana de Roser Ponsati, neboda de Nemesi Ponsati, tia de Clara Ponsatí i d'Agnès Ponsati i tia valenciana de Josep Maria Sala.

## Biografia
Maria del Carme Ponsati va iniciar-se en l'esport de la natació seguint els passos del seu oncle, Nemesi Ponsati, que també va dedicar tota la seva vida a l'esport i, d'una manera específica, a l'atletisme i a la natació. Amb 11 anys, al 1934, participa, per primera vegada, al Campionat de Catalunya que se celebra a Sabadell i manté llicència federativa durant quinze anys. En aquesta època es proclama campiona infantil de Catalunya. Forma part durant deu anys de la selecció de la Federació Catalana de Natació. Durant aquesta època i, per quatre anys consecutius, és campiona d'Espanya de Relleus 4x100 metres lliures, fent equip amb les germanes Soriano i amb Maria Bernet.
Maria del Carme Ponsatí va ser la primera dona que va travessar el llac de Banyoles (1946). També és la primera àrbitra de natació i jutgessa de salts femenina de Catalunya. Durant quatre anys és la delegada de l'equip femení d'Espanya, nomenada pel llegendari president de la Federació, el senyor Picornell. Acompanya l'equip estatal a Londres, París, Leipzig, Zuric, Oslo, al Torneig de les Cinc Nacions de Roma i Sant Remo i als Jocs del Mediterrani de Tel-Aviv i Tunísia. El 1995 va ser nomenada membre d'honor del Col·legi Català d'Àrbitres de Natació.
L'any 1946 es casa amb Rudy Schulz, nedador, àrbitre internacional i entrenador. La seva filla Gretel seguirà l'afició de la mare, i serà també campiona de Catalunya i d'Espanya de Relleus 4x100 i en modalitat papallona. Gretel fou la secretària de la Federació Catalana d'Activitats Subaquàtiques, fins que va traspassar. El seu fill Rudy també és campió de papallona, jugador de waterpolo i actualment practicant d'activitats subaquàtiques.
Ponsati va ser professora de natació de les escoles Garbí i Pere Vergés des que van ser fundades. Per aquestes escoles han passat molts nedadors però també n'han sortit molt bons nedadors, entre els quals, els Bertran i Fité, que van representar Espanya als Jocs Olímpics de Moscou. Maria del Carme Ponsati va ser guardonada amb les ensenyes d'honor dels 25 i 50 anys del Club Natació Barcelona i les plaques de bronze i de plata de la Federació Catalana, pels seus més de vint-i-cinc anys d'àrbitra i la seva constant trajectòria esportiva.